# Homoneura canungrae
Homoneura canungrae är en tvåvingeart som beskrevs av Kim 1994. Homoneura canungrae ingår i släktet Homoneura och familjen lövflugor. Inga underarter finns listade i Catalogue of Life.